# Samsung Galaxy S II
El Samsung Galaxy S II (GT-I9100) es un teléfono inteligente de gama alta anunciado por Samsung el 13 de febrero de 2011 en el Mobile World Congress, y lanzado en mayo del mismo año. Es el sucesor del Samsung Galaxy S.
El Galaxy S II cuenta con procesador de 1,2 GHz doble núcleo "Exynos" System on a chip (SoC). También cuenta con 1 GB de RAM LPDDR2 (Mobile DDR2), una pantalla de 10,8 cm (4,3 pulgadas) WVGA Super AMOLED Plus recubierta con Gorilla Glass y una cámara de 8 megapíxeles con flash, que puede grabar videos en 1080p de alta definición. Es uno de los primeros dispositivos que ofrecen Mobile High-Definition Link (Enlace de Alta Definición Móvil), que permite salida de vídeo de 1080p sin comprimir HDMI mientras se está cargando el dispositivo al mismo tiempo. USB On-The-Go también es soportado por este dispositivo.
Posee una GPU ARM Mali-400MP4478.
La batería reemplazable por el usuario en el Galaxy S II ofrece una capacidad de 1650 mAh y hasta diez horas de uso pesado, o dos días de uso ligero. Samsung afirma que el tiempo de conversación es 9 horas en 3G y 18.3 horas en 2G.

## Lanzamiento
El Galaxy S II fue lanzado progresivamente a nivel mundial a partir de mayo de 2011, en alrededor de 120 países. Corea del Sur y Reino Unido fueron los primeros mercados en recibir este dispositivo.
El 9 de mayo de 2011, Samsung anunció que habían recibido pedidos de 3 millones de unidades del teléfono a nivel mundial.
Samsung también anunció el lanzamiento de una versión con procesador SoC Qualcomm Snapdragon s3 como el modelo GT-I9210 lte, bajo el nombre de Samsung Galaxy S II LTE (Galaxy S II en Suecia). [cita requerida] El lanzamiento de la variante Galaxy S II lte GT-I9210 LTE parece corroborar la noticia anterior de un dispositivo Samsung Galaxy S II que incorpora snapdragon s3 First lookpiches cacudos esto se debe a que Samsung no está capacitado para atender la distribución a nivel mundial tanto de su chip Exynos como de sus pantallas Super AMOLED Plus. Hace referencia a que nadie esperaba el "gran éxito" ni una demanda "por las nubes" para el anterior Samsung Galaxy S.}}</ref>
A continuación se presenta una lista de algunos países donde fue presentado el dispositivo:
| \| País \| Operadora \| Fecha lanzamiento \| Variante \| \| -------------- \| ----------------------------------- \| ------------------------ \| ------------------------------- \| \| Canadá \| Bell Mobility, Virgin Mobile Canada \| Julio, 2011[14][15] \| Samsung Galaxy S II 4G \| \| Canadá \| Telus \| Octubre, 2011 \| Samsung Galaxy S II X \| \| Canadá \| Rogers Wireless \| Noviembre, 2011 \| Samsung Galaxy S II LTE (i727R) \| \| México \| Telcel \| Junio, 2011[16] \| Samsung Galaxy II \| \| Estados Unidos \| Sprint \| 16 de septiembre de 2011 \| Samsung 'EPIC 4G Touch'[17] \| \| Estados Unidos \| AT&T \| 6 de noviembre de 2011 \| Samsung Galaxy S II AT&T \| \| Estados Unidos \| T-Mobile \| 12 de octubre de 2011 \| Samsung Galaxy S II T-Mobile \| |                                     |                          |                                 |
| País | Operadora                           | Fecha lanzamiento        | Variante                        |
| Canadá | Bell Mobility, Virgin Mobile Canada | Julio, 2011              | Samsung Galaxy S II 4G          |
| Canadá | Telus                               | Octubre, 2011            | Samsung Galaxy S II X           |
| Canadá | Rogers Wireless                     | Noviembre, 2011          | Samsung Galaxy S II LTE (i727R) |
| México | Telcel                              | Junio, 2011              | Samsung Galaxy II               |
| Estados Unidos | Sprint                              | 16 de septiembre de 2011 | Samsung 'EPIC 4G Touch'         |
| Estados Unidos | AT&T                                | 6 de noviembre de 2011   | Samsung Galaxy S II AT&T        |
| Estados Unidos | T-Mobile                            | 12 de octubre de 2011    | Samsung Galaxy S II T-Mobile    |

| País         | Fecha lanzamiento   |
| ------------ | ------------------- |
| Austria      | 5 de mayo de 2011   |
| Dinamarca    | 19 de mayo de 2011  |
| Bélgica      | 1 de junio de 2011  |
| Finlandia    | 25 de mayo de 2011  |
| Francia      | 23 de junio de 2011 |
| Alemania     | 16 de mayo de 2011  |
| Irlanda      | 1 de junio de 2011  |
| Italia       | 25 de mayo de 2011  |
| Países Bajos | 11 de mayo de 2011  |
| Noruega      | 26 de mayo de 2011  |
| Portugal     | 8 de junio de 2011  |
| Romania      | 26 de mayo de 2011  |
| Rusia        | 18 de mayo de 2011  |
| España       | 15 de mayo de 2011  |
| Suecia       | 12 de mayo de 2011  |
| Reino Unido  | 1 de mayo de 2011   |

| País      | Fecha lanzamiento    |
| --------- | -------------------- |
| Chile     | 25 de mayo de 2011   |
| Brasil    | 28 de junio de 2011  |
| Argentina | 22 de agosto de 2011 |
| Colombia  | 29 de agosto de 2011 |
| Uruguay   | 25 de mayo de 2011   |

| País          | Fecha lanzamiento   |
| ------------- | ------------------- |
| Australia     | 1 de junio de 2011  |
| Hong Kong     | 14 de junio de 2011 |
| India         | 8 de junio de 2011  |
| Irak          | 18 de julio de 2011 |
| Japón         | 23 de junio de 2011 |
| Líbano        | 21 de junio de 2011 |
| Malasia       | 22 de junio de 2011 |
| Pakistán      | 23 de julio de 2011 |
| Filipinas     | 27 de junio de 2011 |
| Singapur      | 24 de junio de 2011 |
| Corea del sur | 29 de abril de 2011 |
| Taiwán        | 17 de junio de 2011 |
| Turquía       | 9 de junio de 2011  |
| EAU           | 22 de junio de 2011 |

| País      | Fecha lanzamiento |
| --------- | ----------------- |
| Sudáfrica | Junio, 2011       |
| Uganda    | Septiembre, 2011  |

## Hardware

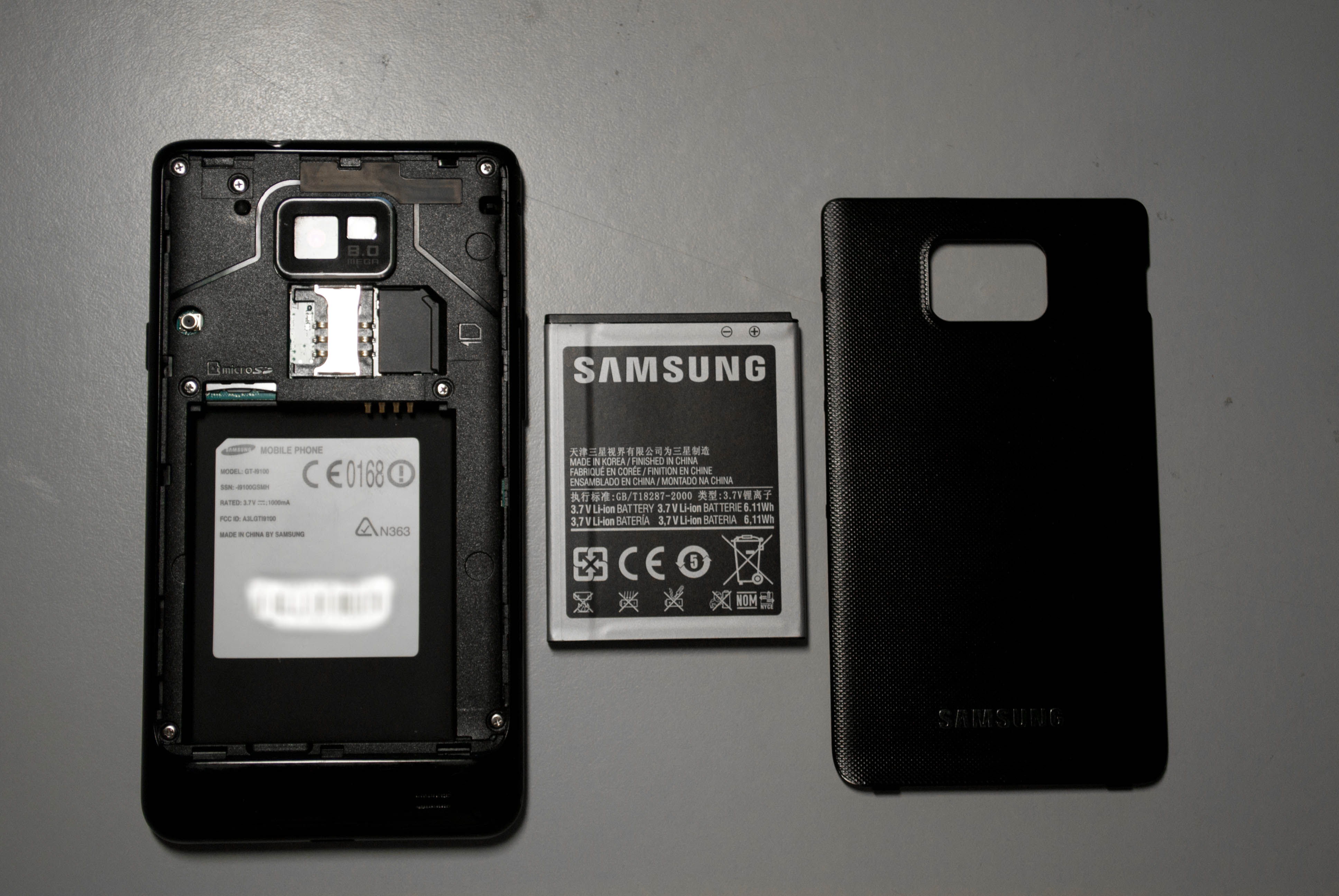
Partes desmontables del Samsung Galaxy S II, de izquierda a derecha, teléfono móvil, la batería y la cubierta posterior

### Procesador
El Galaxy S II cuenta con un procesador de doble núcleo a 1.2 GHZ ARM Cortex-A9 corriendo el System on a chip (SoC) Samsung Exynos 4210.
El Exynos 4210 soporta el motor SIMD de ARM (también conocido como motor de procesamiento de medios de comunicación o instrucciones 'NEON') y puede dar una ventaja considerable en el rendimiento en situaciones de rendimiento crítico, como acelerada descodificación para muchos códecs multimedia y formatos (ejemplo On2 VP6/7/8 o formatos Real).
En la Game Developers Conference 2011 representantes de ARM demostraron reproducción a 60Hz framerate en 3D estereoscópico ejecutándose en el mismo Mali-400 MP y Exynos SoC. Dijeron que un incremento de framerate a 70 Hz sería posible a través del uso de un puerto HDMI 1.4.
El Motorola Atrix fue promocionado en junio de 2011 como "el smartphone más poderoso del mundo"; no obstante, la Advertising Standards Authority del Reino Unido determinó que este no era tan poderoso como el Samsung Galaxy S II ya que este último cuenta con un procesador más rápido.
Sin embargo, el nuevo Samsung Galaxy S II (i9100G) usa el procesador TI OMAP 4430 a velocidad de reloj de 1.2 Ghz, doble núcleo. Como superusuario (ROOT), es posible overclockear a velocidades mayores. Aunque están usando un procesador distinto y diferente firmware, Samsung no notificó a sus clientes, ni llamó el teléfono como un modelo diferente.

### Memoria
El Galaxy S II cuenta con 1024 MBs de RAM dedicados (ya sea LPDDR o posiblemente DDR2/DDR3 de Samsung) y tiene 16 GB de almacenamiento interno. No es seguro si Samsung fabricará versiones de 32GB debido a los mayores costos implicados. Sin embargo, el sitio web oficial del Galaxy S II sigue mostrando la versión de 32 GB, así como la versión de 16 GB. Dentro del compartimiento de la batería del dispositivo, hay una ranura para tarjetas microSD externa que soporta hasta 32 GB de almacenamiento adicional.

### Pantalla
El Samsung Galaxy S II utiliza una pantalla táctil capacitiva Super AMOLED Plus de 108,5 milímetros (4,3 pulgadas), la cual está cubierta por Gorilla Glass. Algunos teléfonos tienen problemas de visualización, con unos pocos usuarios que reportan "un tinte amarillo" en el borde inferior izquierdo de la pantalla cuando un fondo gris neutro se muestra.
Incorpora un nuevo cristal que permite ver el móvil incluso cuando hay mucha luz ambiente o luz solar, haciendo que la experiencia del uso del teléfono en estas condiciones no se vea degradada. La resolución es WVGA (480x800).
El apellido Plus se debe a que se mejora la pantalla incluyendo más subpíxeles por pulgada (12 subpíxeles, antes 8), 1.152.000 colores, nitidez y reducción del consumo de batería.

### Audio
El Galaxy S II utiliza hardware de audio y de marca fabricados por Yamaha.
El predecesor del Galaxy S II, el original Galaxy S, utiliza WM8994 DAC de Wolfson. Algunos reviewers y usuarios de foros de ambos teléfonos han declarado que el chip Wolfson tiene una calidad de sonido superior a la de los de Yamaha, en comparación.

### Cámara
El dispositivo ofrece una cámara de 8 megapíxeles con flash led simple, capaz de grabar vídeo en alta definición (1080p) a 30 fotogramas por segundo. Tiene también una cámara frontal de led fija de 2 megapixeles, con una resolución máxima VGA (640 x 480)

### Conectividad
En principio, el dispositivo debía ser uno de los primeros dispositivos Android en ofrecer soporte nativo para NFC. Siguiendo la estela del Google Nexus S, fabricado por Samsung, que fue el primer dispositivo Android con NFC. Sin embargo, las versiones actuales se suministran sin chip NFC, aunque Samsung dijo que lanzaría una versión con NFC a finales del 2011.
Samsung también ha incluido una nueva tecnología de conexión de alta definición llamada Enlace de Alta Definición Móvil (MHL por sus siglas en inglés). La principal especialidad del MHL es que está optimizado para dispositivos móviles permitiendo que la batería del dispositivo sea cargada mientras que al mismo tiempo reproduce contenido multimedia. Para el Galaxy S II, el estándar de la industria para el puerto micro-USB se encuentra en la parte inferior del dispositivo se puede utilizar con un conector MHL para una salida de TV de conexión a una pantalla externa, tales como una televisión de alta definición.

### Accesorio
- Conector dock para carga de batería y salida audiovisual[35]
- Cable MHL el cual usa el puerto Micro-USB del teléfono para salida HDMI[35]
- Adaptador USB OTG para uso con dispositivos USB externos como unidades flash.[7]
- Estilete para su uso en dispositivos con pantalla capacitiva.[35]

### Android
El teléfono actualmente se puede adquirir con el sistema operativo Android 4.1.2 (JellyBean).
Las variantes para el mercado estadounidense son adquiridas con Android 2.3.4 (Gingerbread).
Al 1 de diciembre de 2011, Samsung ofreció actualizaciones del firmware hasta la versión Android 2.3.6 Gingerbread.
Desde el 22 de mayo de 2012, el Samsung Galaxy S II está a la venta con Android Ice Cream Sandwich preinstalado.
Al 16 de enero de 2013, Samsung ofrece la última actualización Android 4.1.2 Jelly Bean, oficial para SG2 la cual se inicia en España,  China y Colombia.

### Interfaz de usuario
El teléfono emplea una interfaz perteneciente a Samsung: TouchWiz 4.0. Esta sigue el mismo principio que TouchWiz 3.0, que se encuentra en el teléfono Galaxy anterior pero añade nuevas mejoras, como Aceleración por hardware. También tiene una nueva interacción gestual opcional llamada 'motion' que, entre otras cosas, permite a los usuarios acercar y alejar colocando dos dedos en la pantalla e inclinando el dispositivo cerca y lejos para acercar y alejar respectivamente. Ambas funciones gestuales funcionan en el navegador web y en las imágenes de Galería usadas con este dispositivo. Ha habido mejoras en la caja de los widgets y el diseño de cuántos aparatos se pueden agregar y la forma en que se presentan. Además hay otro nuevo control gestual opcional basado en el gesto llamado 'panorámica' en la TouchWiz 4.0 para el movimiento de los widgets y accesos directos entre los iconos de las pantallas, permitiendo al dispositivo el mantenerlos y moverlos de lado a lado para desplazarse por las pantallas de inicio. Este gesto basado en la administración de los widgets es un nuevo método opcional junto con el método actual de retención y deslizar entre las pantallas de inicio.
Actualmente del sitio oficial se desprende que tiene el nuevo update 4.2.1. También es un problema común que si no se utiliza un Samsung Galaxy s2 el mismo teléfono se bloquee y no se pueda usar o también pudiera ser caso que la batería estuviera fundida.

### Aplicaciones Incluidas
El dispositivo viene con Android y las aplicaciones de calculadora científica, la grabadora de voz, el reloj, el calendario, la aplicación de música, Internet, el cual tiene la opción de varias ventanas, cámara, Maps, el cual es el sistema de mapas, correo electrónico, Gmail, Galería que posibilita la reproducción de imágenes y video; Play store (anteriormente Android market); Social Hub; Music Hub; Readers Hub; Game Hu;, kies air; all share; Google talk, Navigation, Polaris ofice, Sustituto de think free office; editor de vídeo y editor de imágenes; noticias y tiempo, más samsung apps; administrador de tareas, aplicación que permite ver las aplicaciones que tenemos activas y poder cerrarlas desde esta.

### Soporte Multimedia
El Galaxy S II viene con soporte para varios tipos de archivos multimedia y codecs. Para audio soporta (FLAC, WAV, Vorbis, MP3, AAC, AAC+, eAAC+, WMA, AMR-NB, AMR-WB, MID, AC3, XMF). Para formatos de video y codecs soporta (MPEG-4, H.264, H.263, DivX HD/XviD, VC-1) y formatos de video (3GP, MPEG-4, WMV, ASF, AVI DivX).
Continua el soporte al formato Matroska MKV. También, se continuó el soporte de reproducción nativa para el codec Sorenson junto con FLV. Ni MKV, FLV o Sorenson fueron listados en las especificaciones disponibles como fue previamente el Galaxy S. Hasta reproducción de video en 1080p HD es soportado por este dispositivo.

### Soporte de Comunidades
Fue noticia pública que Samsung envió un número de dispositivos a cuatro desarrolladores del proyecto CyanogenMod, siendo la única petición de Samsung el que ofrezcan soporte total de CyanogenMod al dispositivo.

### Sucesor en 2012
JK Shin, el jefe de Samsung Mobile Communications, anunció el Samsung Galaxy S III, que fue comercializado en 2012. Finalmente el dispositivo será presentado en una fecha más cercana al verano, así lo ha querido la empresa coreana, para que la diferencia entre el lanzamiento del dispositivo real y su presentación sea próximos.

### Recepción
La recepción del Galaxy S II fue positiva. Engadget dio al dispositivo un 9/10, diciendo que era "el mejor smartphone basado en Android hasta el momento" y "posiblemente el mejor smartphone en general." CNET calificó al dispositivo con un 4.5/5 y lo describió como "uno de los teléfonos móviles más livianos y delgados que hemos tenido el placer de tener en las manos"." TechRadar le dio 5/5 estrellas y lo describió como un dispositivo que marcaba un nuevo estándar para los teléfonos inteligentes en el 2011.

## Configuraciones y funciones
- Manuales interactivos Archivado el 20 de febrero de 2015 en Wayback Machine.